# Коньков, Юрий Алексеевич
Юрий Алексеевич Коньков (бел. Юрый Аляксеевіч Канькоў; род. 30 апреля 1995 года, Беларусь) — белорусский борец классического стиля. Двукратный чемпион Республики Беларусь. Мастер спорта.

## Биография
Коньков является воспитанником витебской школы греко-римской борьбы. Он выпускник Витебского государственного училища олимпийского резерва. Тренируется в Витебском областном комплексном центре олимпийского резерва у Петра Шашкова, Александра Середохова и Игоря Каныгина.

## Спортивная карьера
На юниорском уровне Юрий побеждал на первенствах Белоруссии среди юниоров и борцов до 23 лет (2015-2016) и выступал на первенствах мира и Европы с 2015 по 2016 года. Так же принимал участие на первенстве мира до 23 лет 2017 года в Быдгоще (Польша) и взрослом чемпионате Европы 2018 года в Каспийске (Дагестан, России). В 2020 году Коньков выиграл свой первый чемпионат Белоруссии среди взрослых и отобрался на чемпионат Европы в Риме (Италия), где победил олимпийского чемпиона Давора Штефанек из Сербии, но в дальнейшим потерпел неудачу и стал лишь седьмым. Коньков участник чемпионата мира 2021. В 2023 году Коньков снова выиграл чемпионат Республики Беларусь, в весовой категории до 72 кг.

## Спортивные достижения
- 2020, 2023 Чемпионат Белоруссии — ;
- 2018 Чемпионат Белоруссии — ;
- 2017 Чемпионат Белоруссии — ;